# Hazel Keener
Hazel Keener (22 de outubro de 1904 – 7 de agosto de 1979) foi uma atriz de cinema estadunidense que iniciou sua carreira na era do cinema mudo, alcançou a era sonora e a era televisiva, e atuou em 47 filmes entre 1922 e 1966.

## Biografia
Hazel nasceu em Bettendorf, Iowa, e cresceu em Davenport, Iowa. Venceu um Concurso de beleza realizado pelo Chicago Tribune em 1921, e aproveitou esse sucesso para iniciar sua vida cinematográfica em Hollywood.

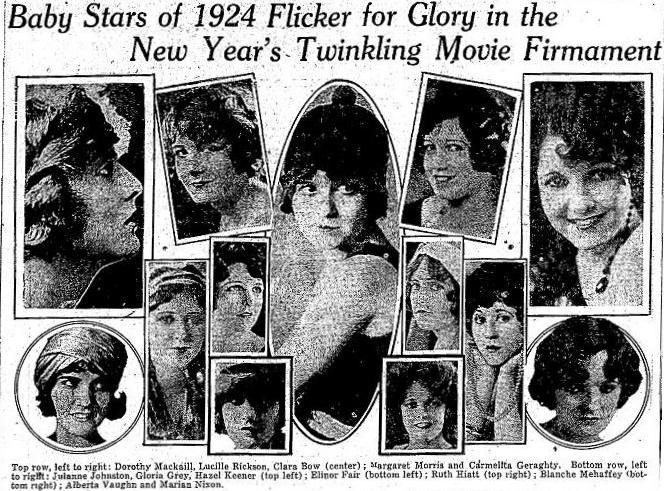
Hazel Keener, uma das “Wampas Baby Stars” de 1924, ao lado de atrizes como Clara Bow, Ruth Hiatt e Margaret Morris..

Em 1923 Hazel foi eleita a mulher mais bonita do cinema de Hollywood. “Miss Hollywood” foi escolhida durante a festa da comédia musical anual freqüentada por compositores, escultores, escritores e pintores de Hollywood. Como homenagem à beleza da Miss Keener, seu busto foi esculpido pelo escultor Finn Haaken Frolich para o Norse Club. Ela foi uma das WAMPAS Baby Stars de 1924. The WAMPAS Baby Stars foi uma campanha promocional, patrocinada pela United States Western Association of Motion Picture Advertisers, uma associação de anunciantes de cinema, que homenageava treze (quatorze em 1932) jovens mulheres a cada ano, as quais eles acreditavam estarem no limiar do estrelato cinematográfico. Elas foram selecionadas a partir de 1922, até 1934, e eram premiadas anualmente e homenageadas em uma festa chamada WAMPAS Frolic.
Sua carreira cinematográfica se estendeu de 1922 a 1956, e sua primeira chance foi na comédia Penrod (no Brasil, Homens de Amanhã), lançada em 20 de fevereiro de 1922, num pequeno papel de arrumadeira. Ainda em 1922, atuou pela Universal Pictures na comédia The Married Flappe, liderada por Marie Prevost. Seu primeiro papel de importância foi na comédia de Harold Lloyd, The Freshman (1925). Atuou em filmes como Vanishing Hoofs (1926), The Gingham Girl (1927), Whispering Sage (1927) e The Silent Partner (1927). Em 1928, atuou no seriado The Scarlet Arrow, pela Universal Pictures, ao lado de Francis X. Bushman, Jr.. A partir dos anos 1930, 1940 e 1950, Miss Keener atuou em pequenos papéis em pelo menos 20 filmes, muitas vezes não-creditada, tais como em The Story of Dr. Wassell (1944), The Farmer's Daughter (1947) e Joan of Arc (1948). Chegou a atuar na televisão, em episódios de Judge Roy Bean (1956) e Hopalong Cassidy (1954). Sua última incursão nas telas foi no episódio The Treasure Seekers, da série de televisão Run for Your Life, com Ben Gazzara, episódio esse que foi ao ar em 14 de novembro de 1966. Hazel fazia o papel de Marge Murray.
Ela mais tarde se tornou uma ministra da Church of Religious Science.

## Vida pessoal e morte
Hazel Keener morreu em 1979, em Pacific Grove, Califórnia, aos 74 anos, de um infarto agudo do miocárdio.

## Filmografia parcial
- Penrod (1922)
- The Married Flapper (1922)
- North of Nevada (1924)
- Galloping Gallagher (1924, no Brasil, Estranho Silêncio)
- The Freshman (1925)
- Parisian Love (1925)
- Vanishing Hoofs (1926)
- The First Night (1927)
- The Gingham Girl (1927, no Brasil, Talhado para Grandezas)
- Whispering Sage (1927, no Brasil, A Bala Marcada)
- The Silent Partner (1927)
- The Scarlet Arrow (1928)
- Wells Fargo (1937, no Brasil, Uma Nação em Marcha)
- That Gang of Mine (1940)[11]
- Untamed (1940, no Brasil, Fúria Branca)
- Murder by Invitation (1941)[12]
- So Proudly We Hail! (1943, no Brasil, A Legião Branca)
- The Story of Dr. Wassell (1944, no Brasil, Pelo Vale das Sombras)
- The Farmer's Daughter (1947, no Brasil, Ambiciosa)
- A Double Life (1947, no Brasil, Fatalidade)
- Joan of Arc (1948)
- The Doctor and the Girl (1949, no Brasil, O Ideal de Uma Vida)
- Caged (1950, no Brasil À Margem da Vida)
- The Great Jewel Robber (1950)
- The Blue Veil (1951, no Brasil, Ainda Há Sol em Minha Vida)
- The Racket (1951, no Brasil, A Estrada dos Homens Sem Lei)